# NGC 1192
NGC 1192 (również PGC 11519 lub HCG 22E) – galaktyka eliptyczna (E), znajdująca się w gwiazdozbiorze Erydanu. Odkrył ją 2 grudnia 1885 roku Francis Leavenworth. Wraz z galaktykami NGC 1189, NGC 1190, NGC 1191 i NGC 1199 należy do zwartej grupy galaktyk Hickson 22 (HCG 22).